# Cariblattoides unicolor
Cariblattoides unicolor är en kackerlacksart som beskrevs av Rocha e Silva 1964. Cariblattoides unicolor ingår i släktet Cariblattoides och familjen småkackerlackor. Inga underarter finns listade.